# Livonia (Nueva York)
Livonia es un pueblo ubicado en el condado de Livingston en el estado estadounidense de Nueva York. En el año 2000 tenía una población de 7,286 habitantes y una densidad poblacional de 73 personas por km².

## Geografía
Livonia se encuentra ubicado en las coordenadas 41°49′12″N 77°40′5″O / 41.82000, -77.66806.

## Demografía
Según la Oficina del Censo en 2000 los ingresos medios por hogar en la localidad eran de $ 51,197 y los ingresos medios por familia eran $55,382. Los hombres tenían unos ingresos medios de $40,800 frente a los $30,578 para las mujeres. La renta per cápita para la localidad era de $19,967. Alrededor del 5.3% de la población estaban por debajo del umbral de pobreza.